# Den flyvende hollænder
 For alternative betydninger, se Den flyvende hollænder (flertydig). (Se også artikler, som begynder med Den flyvende hollænder)
Den flyvende Hollænder eller dødssejleren er et spøgelsesskib, som siden 1600-tallet påstås at krydse rundt i det stormomsuste hav syd for Afrika, hvor det Indiske Ocean møder Atlanten. Legenden lever stadig blandt engelske og franske søfolk. Det mystiske skib varsler forlis og død for alle, der ser det og kan ses jage af sted med fyldte sejl, selv om ikke en vind rører sig. Kun skipperen kan ses om bord; han er hollænder og hedder Hendrik Van der Decken. For omkring 400 år siden ville han runde Kap Det Gode Håb i en rasende storm men blev konstant drevet tilbage. Han forbandede Gud over dette, og blev som straf dømt til at sejle til evig tid.

## Legende
Til søs skal man undertiden kunne se et skib komme nærmere for fulde sejl, men imod vinden; men med eet – ofte når skibet er tæt nok på til at man kan råbe til det eller vil sætte båd ud til det – forsvinder det. Det opfattes som varsel om storm og skibets forlis. Denne tro findes, hos alle Atlanterhavets søfarende nationer, men har fået sin mest berømte form i sagnet om den flyvende hollænder. Dette navn må have dannet sig i 16. eller 17. århundrede; i 18. århundrede optræder det i litteraturen som gammel søfolksoverlevering, og der gives da en del indbyrdes modsigende efterretninger om hans navn og grunden til hans spøgelsesagtige optræden. Den mest gængse fortælling er, at det var en hollandsk skipper, der blev standset af storme foran Kap Det Gode Håb og da svor på, at han skulle nå frem, enten Vorherre ville eller ikke; da stod Vorherre selv for ham; skipperen afskød sin pistol på ham, men kuglen kom tilbage og gennemborede hans egen hånd; da bød Vorherre, at han skulle for evigt stå på dækket med lammet arm og sejle uden at finde ro. 
Mens den flyvende hollænder er velkendt hos franske og engelske sømænd, kender hollænderne ham ikke, men fortæller om en adelsmand Falkenberg, der har myrdet sin bror og sin forlovede og til straf har sejlet mod nord i 600 år i Vesterhavet på et gråt skib uden ror.

## I litteraturen og andre skibe
Sagnene om den flyvende hollænders forløsning synes kun at tilhøre de digteriske behandlinger (jfr. Richard Wagner). Efter nyere undersøgelser må denne tro have sin grund i luftspejlinger; men de forskellige skikkelser, den tager, er bestemte ved ejendommelige træk i folkets tankeverden. Således som den fremtræder her med forbandelsen, er den en gentagelse af sagn om den vilde jagt; men mange andre forhold spiller med ind. Undertiden betegnes spøgelsesskibet som et forladt slaveskib eller sørøverskib, hvor kaptajnen er ene tilbage død eller levende, bundet til masten. Her er da en tro af samme art som kinesernes, der ikke tør gå om bord på en i søen drivende Junke, fordi en fangen slange engang har gjort sig til herre over en sådan og sejler om med det. Sædvanlig opfattes dog spøgelsesskibene ikke som virkelige skibe, men som gengangere efter forliste skibe, der – ligesom andre gengangere – dels blot viser sig på deres dødssted eller grav, dels strejfer om og varsler død for mennesker, der ser dem (jf Draugen). Det er nærmest denne tanke, der ligger i de danske søfolks navn: »Dødssejleren«.
Men ved siden af disse til bestemte synlige fænomener knyttede forestillinger om et spøgelsesskib haves der en ældgammel tro på en art dødssejleren, et skib, der bringer de døde bort til deres boliger hinsides havet. Denne tro kan allerede fra oldtiden påvises hos folkeslagene langs Vesterhavet og Kanalen (og i svagere ytringer i Norden). Den blandes med spøgelsesskibet i den bretagneske folketro på et skib, der viser sig med det sidste års druknede sømænd om bord; og det turde være rimeligst, at troen på dødssejleren og »flyvende hollænder« nærmest må opfattes som en modernisering af de gamle forestillinger om Dødningeskibet.